# Juigné-des-Moutiers
Juigné-des-Moutiers är en kommun i departementet Loire-Atlantique i regionen Pays de la Loire i nordvästra Frankrike. Kommunen ligger i kantonen Saint-Julien-de-Vouvantes som tillhör arrondissementet Châteaubriant. År 2022 hade Juigné-des-Moutiers 327 invånare.

## Befolkningsutveckling
Antalet invånare i kommunen Juigné-des-Moutiers
| Referens: INSEE |